# Henry Hartsfield
Pour les articles homonymes, voir Hartsfield.
Henry Warren Hartsfield Jr dit Hank Hartsfield (21 novembre 1933 - 17 juillet 2014) est un pilote de l'Armée de l'Air et un astronaute américain qui a effectué trois missions à bord de la navette spatiale américaine dont l'une en tant que pilote et les deux autres comme commandant.

## Biographie
Pilote dans l'USAF, il est sélectionné dans le cadre du programme Manned Orbital Laboratory, projet de station spatiale habitée utilisable à des fins militaires.

## Vols réalisés
Henry Hartsfield est pilote de réserve des missions de la navette spatiale Columbia STS-2 et STS-3. Il effectue trois missions spatiales :
- 27 juin 1982 : il est pilote dans le cadre de la mission STS-4 à bord de la navette spatiale Columbia ;
- 30 août 1984 : il est commandant de la mission STS-41-D à bord de Discovery ;
- 30 octobre 1985 : il est commandant de la mission STS-61-A à bord de  Challenger. Il s'agit de l'avant-dernière mission de cette navette avant sa destruction en vol le 28 janvier 1986.